# シーモア・バーンスタイン
シーモア・バーンスタイン（Seymour Bernstein、1927年4月24日 - ）は、アメリカ合衆国のピアニストであり、作曲家であり、ニューヨーク大学の音楽音楽教育部の副学長。
名前の表記について、主に日本語訳された著書ではセイモア・バーンスタインと記されており、2016年に日本で公開された彼のドキュメンタリー映画ではシーモア・バーンスタインの表記が用いられている。

## 略歴
ニュージャージー州ニューアークに生まれる。15歳で音楽教師を始める。アレクサンダー・ブライロフスキーの唯一の弟子である。
1969年にシカゴ交響楽団とデビュー。
2004年12月18日、シェナンドア大学から名誉博士号を授与される。

## 映画
- シーモアさんと、大人のための人生入門（2014年、アメリカ合衆国、監督: イーサン・ホーク）

## 映像作品
- シーモアさんと、大人のための人生入門（2017年、ポニーキャニオン）

## 著書
- 『心で弾くピアノ―音楽による自己発見』 （1999年、音楽之友社、翻訳：佐藤覚、大津陽子）
- 『ピアノ奏法20のポイント―振り付けによるレッスン』（2003年、音楽之友社、翻訳：大木裕子、久野理恵子）
- 『セイモアのピアノの本 音楽的感情に合わせた体の動き-初心者のために』（2008年、ハンナ、 翻訳:大木裕子）
- 『ショパンの音楽記号 -その意味と解釈』（ 2009年、音楽之友社、翻訳：和田真司）